# Interpluwiał
Interpluwiał – okres suchy (ze zmniejszoną ilością opadów atmosferycznych), występujący w niskich szerokościach geograficznych, oddzielający od siebie kolejne pluwiały.
Zwykle koreluje się z interglacjałem w umiarkowanej strefie klimatycznej.